# Сяйнааук
Ся́йнааук (ест. Säinaauk) — природне озеро в Естонії, у волості Мустьяла повіту Сааремаа.

## Розташування
Сяйнааук належить до Західно-острівного суббасейну Західноестонського басейну.
Озеро лежить на південний захід від села Ніназе.

## Опис
Загальна площа озера становить 3,6 га. Довжина берегової лінії — 800 м.